# Camphill House

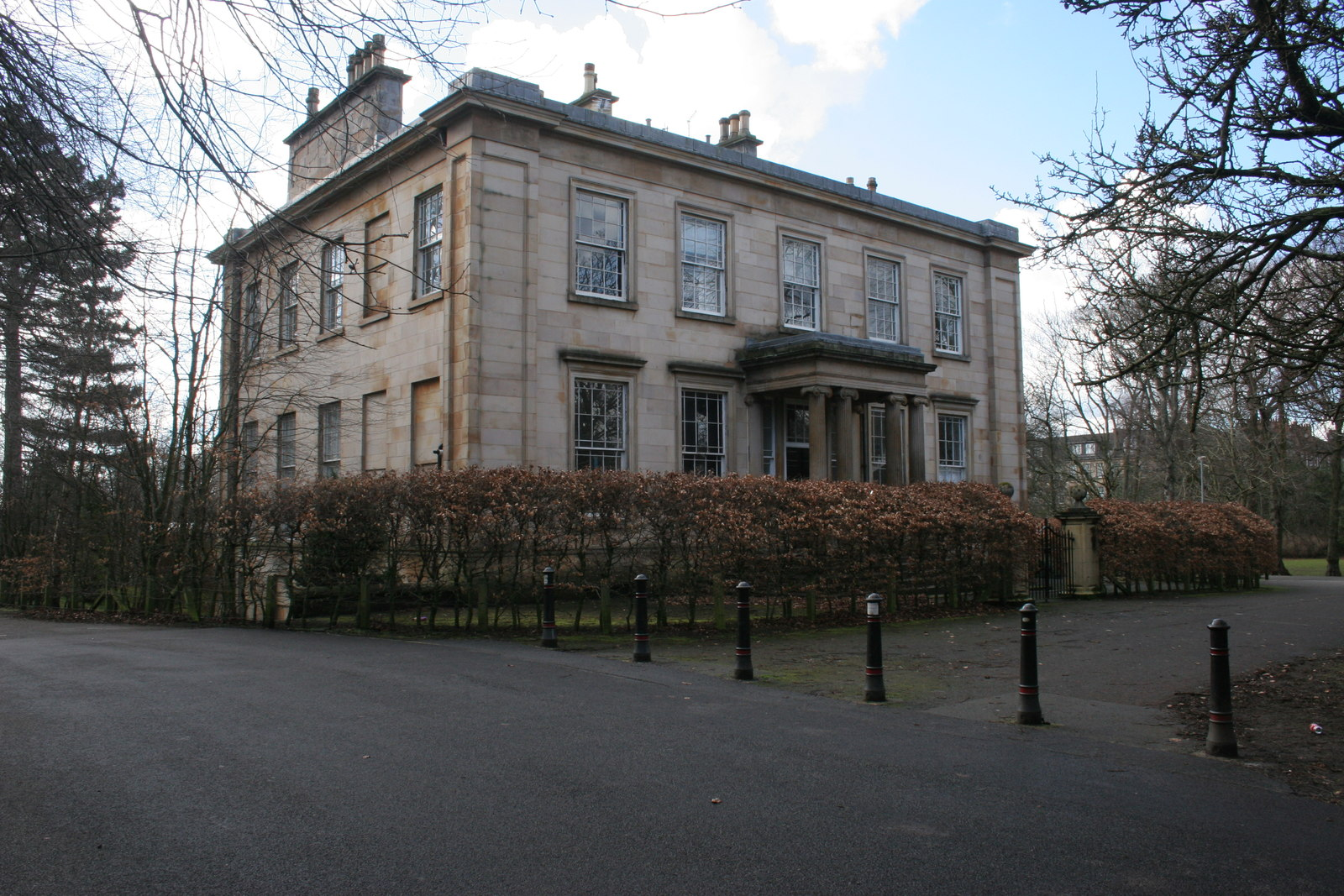
Camphill House

Camphill House ist eine Villa in der schottischen Stadt Glasgow. 1970 wurde das Bauwerk in die schottischen Denkmallisten zunächst in der Kategorie B aufgenommen. Die Hochstufung in die höchste Denkmalkategorie A erfolgte 1989.

## Beschreibung
Die Villa wurde vermutlich im Jahre 1806 für den Baumwollfabrikanten Robert Thomson erbaut, welcher das Anwesen 1798 erworben hatte. Der Architekt ist nicht verzeichnet, stilistische Details deuten jedoch auf David Hamilton hin. Ab 1895 beherbergte das Gebäude das Museum of Costume. 1994 wurde es schließlich in mehrere Wohneinheiten unterteilt.
Camphill House steht abseits der Pollokshaws Road am Westrand des Queen’s Parks. Ursprünglich handelte es sich um eine Landvilla außerhalb der Stadt. Das zweistöckige, klassizistisch ausgestaltete Gebäude weist einen länglichen Grundriss auf. Sein Mauerwerk besteht aus polierten Steinquadern. Die nordostexponierte Frontfassade ist fünf Achsen weit, die im Schema 1–3–1 angeordnet sind. Mittig tritt ein Portikus mit ionischen Säulen heraus. Kolossale Pilaster zieren die Gebäudekanten. Es sind Sprossenfenster verbaut. Es sitzt ein flachgeneigtes Plattformdach mit Schiefereindeckung und wuchtigen Kaminen auf. Darunter läuft ein Kranzgesims um.